# 柳承佑
柳 承佑（ユ・スンウ、류승우、1993年12月27日）は、大韓民国・釜山広域市出身のサッカー選手。ポジションはフォワード。水原三星ブルーウィングス所属。

## クラブ経歴

### バイエル・レバークーゼン
柳は2013年11月6日にKリーグの済州ユナイテッドとプロ契約を結んだが、わずかその1カ月後に、Kリーグでプレーすることなく、バイエル・レバークーゼンにレンタル移籍した。ブンデスリーガへ移る前、トルコで開催された2013 FIFA U-20ワールドカップにU-20韓国代表の一員として出場し、2ゴールを挙げた。
2014年1月25日、SCフライブルク戦の後半、孫興民との交代出場で公式戦デビューを果たした（試合は3対2で負け）。レバークーゼンでは主力として活躍できず、ブラウンシュバイク、ビーレフェルト、フェレンツヴァーロシュTCへとレンタル移籍している。

## 代表経歴
ブンデスリーガへ移る前、トルコで開催された2013 FIFA U-20ワールドカップにU-20韓国代表の一員として出場し、２ゴールを挙げた。